# Меоре-Балда
Меоре-Балда (груз. მეორე ბალდა) — село в Грузии, на территории Мартвильского муниципалитета края (мхаре) Самегрело-Верхняя Сванетия.

## География
Село находится в западной части Грузии, на правом берегу реки Абаши, на расстоянии приблизительно 5 километров (по прямой) к северу от города Мартвили, административного центра муниципалитета. Абсолютная высота — 324 метра над уровнем моря.

## Население
По результатам официальной переписи населения 2014 года в Меоре-Балде проживало 363 человека (186 мужчин и 177 женщин). В национальной структуре населения грузины составляли 100 %.
| Год  | Население, человек |
| ---- | ------------------ |
| 2002 | 472                |
| 2014 | ↘ 363              |